# Enrique Finochietto
Enrique Finochietto (Buenos Aires, 13 de marzo de 1881 - 17 de febrero de 1948) fue un médico argentino, destacándose como docente, investigador e inventor de un gran número de técnicas, aparatos e instrumentos de cirugía.

## Biografía
Enrique Finochietto era hijo de Ana Castagnino y Tomás Finochietto. Su padre falleció cuando Enrique era aún un niño pequeño, siendo criado prácticamente por su madre.
En 1897, con apenas 16 años, ingresó a la Facultad de Medicina de la Universidad de Buenos Aires. Cuatro años después entra como practicante en el Hospital de Clínicas, dependiente de dicha Universidad, donde es aceptado como discípulo de Alejandro Posadas. En 1904, como médico interno con guardia permanente del Hospital Rawson de Buenos Aires, toma a su cargo el Servicio de Piel y Enfermedades Venéreas. Entre 1906 y 1909 viaja por Europa, realizando prácticas y aprendizaje en centros médicos de Alemania, Suiza, Italia y Francia. Al regresar al Hospital Rawson comienza a aplicar técnicas quirúrgicas avanzadas, como la cirugía de tiroides.
Ya en ese tiempo, Finochietto comenzó a imaginar aparatos e instrumental. Para poder representar adecuadamente sus ideas, aprendió dibujo técnico entre 1912 y 1913; todas sus publicaciones y trabajos posteriores se destacaron por la precisión y calidad de las ilustraciones que realizaba.
En 1914 obtiene su título de Profesor en Medicina, con la tesis "Los métodos operatorios para la exclusión del píloro". En 1918 viaja nuevamente a Europa, y en febrero de ese año se hace cargo del Servicio de Cirugía del Hospital Argentino Auxiliar 108 de Passy, junto al Bois de Boulogne. El hospital había sido creado a iniciativa del embajador argentino en Francia, Marcelo Torcuato de Alvear, para asistir a los heridos de la I Guerra Mundial. En mérito a sus contribuciones, el gobierno francés le otorgó la Legión de Honor y otras dos medallas de guerra. Regresa a la Argentina en 1919, afectado por una enfermedad contraída en Europa (presuntamente sífilis) que, conforme a la moral de la época, lo haría permanecer soltero el resto de su vida.
Regresa a Europa en 1922, habiendo preparado antes los planos para la construcción de la que sería su escuela de cirugía, el Pabellón IX del Hospital Rawson. Al retornar a su país, Finochietto realiza varias cirugías torácicas de alta complejidad, incluyendo la primera incisión paradojal, una técnica que él había inventado y denominado así porque la incisión se realizaba en sentido inverso al establecido por los métodos de la cirugía clásica.
Trabajando junto con sus hermanos Miguel Ángel y Ricardo, conforma el equipo que se convertirá en el más afamado de la Argentina en su tiempo. A punto tal llega su celebridad, que a finales de los años 20 y durante la década del 30 era popular la expresión "¡Pero quién te crees que sos! ¿Finochietto?" para expresar que el interlocutor exageraba.
En 1924 desarrolla y aplica una nueva técnica quirúrgica que había inventado para las operaciones de estómago, intestino y duodeno. En 1929 realiza por primera vez en la Argentina un taponamiento cardíaco, salvando la vida de un niño herido de bala en el corazón.
Agravada su enfermedad, Finochietto renunció a la Cátedra de Clínica Quirúrgica en 1933. Ese año el Consejo Superior de la Universidad de Buenos Aires lo designó Profesor Honorario. Sin embargo, continuó con su tarea de cirujano en el Rawson, a dónde acudían pacientes de todo el país y el exterior. El 8 de marzo de 1940 realiza su última operación (le extrae un quiste hidatídico a un indio mapuche) en otra intervención magistral, y que sólo él parecía capaz de realizar. Al poco tiempo, la enfermedad ataca su cerebro. Pierde la lucidez, y queda semiparalizado. Muere el 17 de febrero de 1948.
Además de su pasión por la cirugía, Finochietto estuvo vinculado al ambiente del tango, siendo amigo de Carlos Gardel.

## Contribuciones técnicas
Finochietto concibió y elaboró instrumentos y aparatos para uso quirúrgico que se extendieron a todo el mundo. Inventó el frontolux, un sistema inspirado en las lámparas de los mineros que, ceñido a la frente del cirujano, permite iluminar el campo operatorio puntual a la visión del cirujano; el "empuja ligaduras", para detener las hemorragias; el porta-agujas, en diversas medidas y formatos; la pinza Doble utilidad, usada para hemostasia y como pasahilos; el aspirador quirúrgico para limpiar la sangre del campo operatorio; las "valvas de Finochietto", para separar órganos; la cánula para transfusiones; la mesa quirúrgica móvil, manejada con pedales e impulsada por motor eléctrico, que permite colocar al paciente en cualquier posición para facilitar la operación; el banco para cirujanos, que permite operar sentado; y el separador intercostal a cremallera para operaciones de tórax, conocido universalmente como "separador Finochietto"

## Distinciones y homenajes
- Miembro de la Legión de honor
- Miembro honorario de la Academia Nacional de Medicina (Argentina)
- Presidente de la Sociedad de Cirugía de Buenos Aires
- Miembro de las sociedades de cirugía de Bolonia y Montevideo
- Asociado extranjero de la Sociedad de Cirugía y de la Academia de Cirugía de París
- Miembro de Honor de la Asociación de Medicina de Río de Janeiro
- Una calle de Buenos Aires, que se extiende por los barrios de Barracas y Parque de los Patricios, lleva su nombre.
- El pabellón "Enrique Finochietto" del Hospital Interzonal General de Agudos General San Martín de la Ciudad de La Plata lleva su nombre en homenaje.
- Una clínica en el barrio porteño Recoleta  (Buenos Aires), lleva su nombre.
- Un edificio ubicado en Suipacha 1322 donde el Dr. Finochietto residió fue declarado sitio histórico y lleva una placa con su nombre